# اخواء الاسفل (القبيطة)

تعديل مصدري - تعديل

اخواء الاسفل هي إحدى قرى عزلة كرش بمديرية القبيطة التابعة لمحافظة لحج، بلغ تعداد سكانها 39 نسمة حسب تعداد اليمن لعام 2004.